# Bergamasco (by)
 For alternative betydninger, se Bergamasco. (Se også artikler, som begynder med Bergamasco)
Bergamasco er en italiensk by (og kommune) i provinsen Alessandria i regionen Emilia-Romagna i Italien, med omkring 694(2023) indbyggere.